# بال بيريندي
بال بيريندي (بالمجرية: Pál Berendi)‏ (مواليد 30 نوفمبر 1932) هو لاعب كرة قدم. لعب مع منتخب المجر لكرة القدم. سبق له أن لعب في كأس العالم لكرة القدم مع منتخب بلاده.

## روابط خارجية
- بال بيريندي على موقع الاتحاد الدولي (مؤرشف)  (الإنجليزية)
- بال بيريندي على موقع قاعدة بيانات كرة القدم.إي يو (الإنجليزية)
- بال بيريندي على موقع ناشيونال فوتبول تيمز (الإنجليزية)
- بال بيريندي على موقع عالم كرة القدم.نت (الإنجليزية)